# Disbreakz
Disbreakz je hrvatski producent i DJ. Oko 2008. započeo je (kako se na njegovim stranicama navodi) "r/evoluciju frustiran činjenicom kako ne postoji breakcore scena u Hrvatskoj". Pod utjecajem mnogobrojnih vrsta glazbe (pop, breakcore, gabber, noisecore, speedcore, rock/punk/metal, jungle,  ...) predstavlja svoju viziju breakcorea, no također je pod utjecajem ultra mega disco/pop hitova iz 1980-ih i 1990-ih, pa je tako htio stvoriti mješavinu brzih kratkotrajnih jungle breakova miješanih s izrezanim vokalima iz disco/pop pjesama. U nekim radovima obradio je neke popularne Tajčine pjesme s početka 1990-ih.

## Diskografija
- 2008.: Dis Is For Disco podcast mix
- 2009.: Various Artists: Subvert Punx 4 Way Split
- 2009.: Various Artists - Whooah! Give Me Poison! Vol. 2
- 2009.: Break It !!
- 2009.: Unpredictable Breaks = Unpredictable Mind
- 2009.: Various Artists: Distorted Mind
- 2010.: Dis Is For Disco Breakz Are For Destruction
- 2011.: Various Artists: Subvert Breakpunx 4 Way Split
- 2013.: Various Artists: The Next Extreme - The Remixes
- 2013.: Various Artists: Subvert Ravers From Breakpunk Hell
- 2013.: Guts Pie Earshot: Amparo RMX
- 2015.: Various Artists: DTRASH200 - Trash The World
- 2016.: Dissonant Terror
- 2016.: Various Artists: This Is Breakcore!
- 2016.: Various Artist: Navidad Noise III
- 2017.: Various Artists: Navidad Noise IV
- 2018.: Various Artists: DTRASH2018 New Releases Mix
- 2018.: Various Artists: This Is Breakcore II
- 2021.: Various Artists: This Is Breakcore IV
- 2023.: Brejkor nikad ne umire

## Vanjske poveznice
- Web-stranica
- Spotify
- iTunes
- Discogs
- SoundCloud
- Last.fm
- Facebook